# Лёб, Мартин
Мартин Хуго Лёб (нем. Martin Hugo Löb; 31 марта 1921, Берлин — 21 августа 2006, Annen, Дренте) — математик, специалист в математической логике.

## Биография
Родился в Германии, в 1939 году эмигрировал в Великобританию, как немецкий подданный в связи с началом войны вынужден был на период 1940—1943 годов переехать в Австралию. Окончил Лондонский университет, в 1948 году под руководством Рубена Гудстейна защитил диссертацию на соискание степени доктора философии на тему «Методологическая характеристика конструктивной математики». В дальнейшей научной деятельности интересы Лёба также были сконцентрированы на проблемах конструктивной математики и математической логики.
В период с 1951 по 1970 год работал в Университете Лидса (вначале лектором, в дальнейшем получил профессорское звание), в этот период деятельности получены основные результаты. Так, в 1955 году сформулировал и доказал утверждение, известное как теорема Лёба.
С 1970 года вплоть до выхода на пенсию в 1985 году занимал должность профессора математической логики в Амстердамском университете.